# HyperBlade
HyperBlade es un videojuego de deportes desarrollado por Wizbang! y publicado por Activision para Microsoft Windows que representa un deporte futurista en un mundo futurista. El deporte es una versión mutada del hockey, que se juega en una arena con forma de huevo en lugar de en un campo o pista plana, que está cargada de armas y trampas mortales.
Fue lanzado por Wizbang! Software Productions en colaboración con Activision el 16 de diciembre de 1996 para Windows 95, y los errores gráficos graves son comunes en los sistemas operativos posteriores. El juego iba a ser lanzado para PlayStation y Sega Saturn también, pero fue cancelado meses antes de su lanzamiento.

## Jugabilidad
Se permite la brutalidad hasta el extremo, ya que los avances en las ciencias médicas han impedido que condiciones que alguna vez fueron fatales (como la decapitación) alteren la vida. Cada jugador debe evitar los jaks de otros jugadores, así como muchos objetos de la arena. A los jugadores se les permite cualquier mejora, desde esteroides hasta apéndices biónicos. Cada jugador lleva un traje que permite la máxima flexibilidad, fuerza y protección, todo lo cual es necesario, coloreado para representar el equipo para el que juega. Los jugadores tienen una mano derecha enguantada libre y un guante con forma de cuchilla llamado jak en la izquierda. Los jugadores usan esta espada para recoger minas, virutas y rocas, así como para atacar a sus oponentes (permitido). El principal método de transporte es el patinaje, aunque es muy común saltar para evitar obstáculos y jugadores.
HyperBlade se juega en una cancha llamada drome, una cúpula elíptica, cada extremo largo con una portería relativamente pequeña construida en la pared. Hay muchos objetos esparcidos por el drome, cada uno de ellos mortal a su manera. Algunos ejemplos son el torniquete, por el que uno patina para hacer girar, hiriendo a cualquiera que lo atraviese, el obstáculo láser, que los jugadores deben evitar a toda costa, y el cargador de bolas mortales, por el que uno patina mientras lleva la roca para convertirla en una bola mortal, un electrocutor de alto voltaje que se puede lanzar a otros. Cada equipo posee una arena, que puede tener cualquier número de objetos fijos en cualquier posición del campo.
El ganador es el equipo con más puntos (anotados lanzando el rok a la portería) al final del partido de tres períodos. Cada período puede ser de 3 minutos, 5 minutos o 7 minutos, dependiendo de las opciones que el jugador haya habilitado antes del inicio del juego. Si un equipo es totalmente aniquilado, aún puede ganar si ha anotado más puntos.
Los patrocinadores otorgan premios a aquellos equipos que realizan hazañas espectaculares, como la Supernova si un equipo acumula 30 puntos en un juego, el Anvil si un equipo elimina a otro equipo completo para la temporada y el Archer si todos los tiros del jugador. En la portería son goles.
Cada equipo siempre tiene un portero en el campo. También tienen dos jugadores de cuatro entrando y saliendo del campo en todo momento. Cuando un jugador muere o resulta herido (el portero es invulnerable a cualquier ataque excepto a las minas), el lugar del jugador no se puede ocupar hasta que se marque un gol, o termine el período y el cuerpo del jugador sea retirado por completo del Drome. Cuando un jugador es decapitado, su cabeza se magnetiza inmediatamente y se usa como roca, ya que la roca original (o, a veces, la cabeza anterior) desaparece.
Los jugadores varían mucho, algunos son ligeros y rápidos, otros son duros, lentos y similares a enforcer, también difieren en otros atributos, como el "manejo del rok".

## Equipos jugables
En el juego están disponibles catorce equipos que representan diferentes ciudades del mundo. Estos son:
Transnational Hyperblade League
Western Conference
- Los Angeles Shockwave
- Seattle Fury
- Las Vegas Black-Jack
- Tokyo Ronins
- Houston Lone Stars
- Chicago Machine

Eastern Conference
- Munich Sturmnacht
- New York Glory
- Toronto Crusade
- Moscow T-34's
- Warsaw Ambush
- Leeds Knights

Boss teams
- BLAM! Nemesis (androides de BLAM! Corp.)
- Jamaica Drednoks

International Blade Association (mencionado pero no jugable)
- Hong Kong Hurricanes
- Sydney Tiger-Snakes

## Desarrollo
Casi todos los polígonos que forman los jugadores y los entornos son sombreado plano, una elección de diseño inusual dado que la mayoría de los juegos de esa época aplicaban mapeo de texturas. Lewis Peterson de Activision dijo sobre esto que "Parte de esto fue una decisión estética. Más importante aún, un polígono con mapeo de textura cuesta aproximadamente 10 veces el presupuesto del procesador de un polígono sombreado plano, por lo que tuvimos que tomar una decisión sobre si no queríamos un gran polígono con textura mapeada, o personajes más detallados y afinados." Se agregó soporte para mapeo de texturas usando aceleradores de gráficos DirectX 3D a HyperBlade después de que Peterson hiciera esta declaración.
HyperBlade fue uno de los primeros juegos de PC que admitió las nuevas API de Microsoft DirectX y admitió mapas de texturas 3D completos para PC con aceleradores de gráficos 3D, así como polígonos sombreados planos para PC sin acelerador de gráficos. Muchos fabricantes de hardware gráfico incluyeron "HyperBlade" en la caja de sus aceleradores de gráficos 3D para que los consumidores tuvieran un título compatible con Direct3D desde el primer momento.